# Cercle Brugge in het seizoen 2016/17
Hieronder staan de statistieken en wedstrijden van de Belgische voetbalploeg Cercle Brugge in het seizoen 2016-2017.

## Spelerskern
| Naam                       | Positie | Nationaliteit | Nr. | Bij de club sinds | Contract tot |
| -------------------------- | ------- | ------------- | --- | ----------------- | ------------ |
| Keepers                    |         |               |     |                   |              |
| Thomas De Bie              | GK      | België        | 42  | 2014              | 2017         |
| Gilles Lentz               | GK      | België        | 83  | 2016              | 2017         |
| Miguel Vandamme            | GK      | België        | 16  | 2013              | 2016         |
| Verdedigers                |         |               |     |                   |              |
| Pierre Bourdin             | V       | Frankrijk     | 15  | 2014              | 2017         |
| Gilles Dewaele             | V       | België        | 27  | 2015              | 2018         |
| Wesley Vanbelle            | V       | België        | 3   | 2015              | 2017         |
| Karel Van Roose            | V       | België        | 28  | 2010              | 2017         |
| Xavier Luissint            | V       | Frankrijk     | 2   |                   |              |
| Neil Dildick               | V       | België        | 10  |                   |              |
| Raphaël Diarra             | V       | Frankrijk     | 17  | 2016              | 2017         |
| Niels Coussement           | V       | België        | 25  | 2016              |              |
| Mehdi Khchab               | V       | België        | 5   | 2016              |              |
| Middenvelders              |         |               |     |                   |              |
| Thomas Jutten              | M       | België        | 8   | 2016              |              |
| Jessy Galvez-Lopez         | M       | België        | 11  | 2016              |              |
| Sebastiaan Brebels         | M       | België        | --  | 2017              | 2017         |
| Benjamin Lambot            | M       | België        | 19  | 2015              | 2017         |
| Mathieu Maertens           | M       | België        | 33  | 2013              | 2018         |
| Samuel Fabris              | M       | België        | 91  | 2016              |              |
| Amadou Diallo              | M       | België        | 21  | 2016              |              |
| Guillaume De Schryver      | M       | België        | 24  | 2016              |              |
| Aanvallers                 |         |               |     |                   |              |
| Daniël Rodrigo De Oliveira | A       | Brazilië      | 10  | 2016              |              |
| Arne Naudts                | A       | België        | 9   | 2010-2013, 2015   | 2016         |
| Laurenz Simoens            | A       | België        | 98  | 2015              | 2017         |
| Tomislav Kis               | A       | Kroatië       | 12  | 2016              |              |
| Alhassane Soumah           | A       |               | 26  | 2016              |              |
| Paolino Bertaccini         | A       | België        | 22  | 2016              |              |
| Yvan Yagan                 | A       | België        | 77  | 2015              | 2017         |

## Transfers

### Transfers in het tussenseizoen (juni-augustus 2016)
IN:
- Gilles Lentz (KV Kortrijk)
- Neil Dildick (eigen jeugd)
- Raphaël Diarra (AS Monaco)
- Niels Coussement (KV Oostende
- Mehdi Khchab (RAEC Mons)
- Thomas Jutten (ASV Geel)
- Jessy Galvez-Lopez (Sporting Charleroi)
- Samuel Fabris (WS Brussel)
- Amadou Diallo
- Guillaume De Schryver
- Tomislav Kis
- Alhassane Soumah
- Paolino Betaccini

UIT:
- Alberto Gallinetta (Naxxar Lions FC)
- Jasper Ameye (Torhout 1992 KM)
- Dennes De Kegel (KFC VW Hamme)
- Jonas Ivens (physical coach Waasland Beveren)
- Ismaila N'Diaye
- Thibaut Van Acker (KSV Roeselare)
- Ayron Verkindere (KFC Izegem)
- Richard Sukuta-Pasu (SV Sandhausen)
- Sam Valcke (Lommel United)
- Tibo Van de Velde (FC Eindhoven)
- Maxim Vandewalle (FC Royal Knokke)

## Technische staf

### Trainersstaf
- Hoofdtrainer : José Riga
- Assistent-trainer + Fysiek trainer : Bernard Smeets
- Assistent-trainer: Johny Nierynck
- Keepertrainer : Pieter-Jan Sabbe

### Management
- CEO: Eric Deleu

## Programma

### Oefenwedstrijden
|  |

### Proximus League

#### Reguliere Competitie
| speeldag | datum    | thuisploeg                  | bezoekers                   | score | doelpunten                                                               | punten Cercle | opmerkingen |
| -------- | -------- | --------------------------- | --------------------------- | ----- | ------------------------------------------------------------------------ | ------------- | --- |
| 1        | 7/8/16   | Cercle                      | Antwerp FC                  | 1-1   | Dequevy 0-1, Yagan 1-1                                                   | 1             | |
| 2        | 14/8/16  | SK Lierse                   | Cercle                      | 2-0   | Joachim 1-0, 2-0(pen)                                                    | 1             | |
| 3        | 21/8/16  | Cercle                      | AFC Tubize                  | 4-1   | Kis 1-0, 4-1, Lefaix 1-1, Yagan 2-1(pen), 3-1                            | 4             | |
| 4        | 3/9/16   | Lommel United               | Cercle                      | 1-1   | Kis 0-1, De Bruyn 1-1                                                    | 5             | |
| 5        | 10/9/16  | Cercle                      | Royale Union Saint-Gilloise | 2-1   | Soumah 1-0, Rajsel 1-1, Yagan 2-1                                        | 8             | |
| 6        | 18/9/16  | KSV Roeselare               | Cercle                      | 2-1   | Haroun 0-1, Kis 1-1, Saviour 2-1                                         | 8             | |
| 7        | 25/9/16  | Cercle                      | Oud-Heverlee Leuven         | 2-4   | Loemba 0-1, Kocabas 0-2, Kis 1-2, Casagolda 1-3, Naudts 2-3, Tabekou 2-4 | 8             | |
| 8        | 1/10/16  | Antwerp FC                  | Cercle                      | 2-1   | Dequevy 1-0, Kis 1-1, Dierckx 1-2                                        | 8             | |
| 9        | 6/10/16  | Cercle                      | SK Lierse                   | 0-0   |                                                                          | 9             | |
| 10       | 9/10/16  | Royale Union Saint-Gilloise | Cercle                      | 3-2   | Mpati 1-0, Fauré 2-0, Haroun 2-1, Kis 2-2, Martens                       | 9             | |
| 11       | 14/10/16 | Cercle                      | Lommel United               | 3-1   | Bertjens 0-1, Yagan 1-1, Kis 2-1, Bourdin 3-1                            | 12            | |
| 12       | 22/10/16 | Oud Heverlee Leuven         | Cercle                      | 2-0   | Tabekou 1-0, Azevedo 2-0                                                 | 12            | |
| 13       | 28/10/16 | Cercle                      | KSV Roeselare               | 0-3   | Lépicier 0-1, Kis 0-2, Ibou 0-3                                          | 12            | Dit was de laatste wedstrijd van coach Vincent Euvrard |
| 14       | 6/11/16  | AFC Tubize                  | Cercle                      | 4-1   | Yagan 0-1, Zenke 1-1, 4-1, Lefaix 2-1, De Graca 3-1                      | 12            | Eerst wedstrijd van coach José Riga |
| 15       | 13/11/16 | Antwerp FC                  | Cercle                      | 0-0   |                                                                          | 13            | |
| 16       | 20/11/16 | Cercle                      | Lommel United               | 1-0   | Yagan 1-0(pen)                                                           | 16            | |
| 17       | 27/11/17 | Oud Heverlee Leuven         | Cercle                      | 1-0   | Casagolda 1-0                                                            | 16            | |
| 18       | 3/12/16  | Royale Union Saint-Gilloise | Cercle                      | 1-2   | Da Silva 1-0, Haroun 1-1, De Oliviera 1-2                                | 19            | |
| 19       | 10/12/16 | Cercle                      | Lierse SK                   | 0-1   | Mohamed El-Gabas 0-1                                                     | 19            | |
| 20       | 17/12/16 | KSV Roeslare                | Cercle                      | 3-1   | Ibou 1-0, 2-1, Yagan 1-1, Cornet 3-1                                     | 19            | |
| 21       | 7/1/17   | Cercle                      | AFC Tubize                  | 2-1   | Yagan 1-0, Laurent 1-1, Bertaccini 2-1                                   | 22            | |
| 22       | 15/1/17  | Cercle                      | Antwerp FC                  | 0-1   | Buyl 0-1                                                                 | 22            | |
| 23       | 21/1/17  | Lierse SK                   | Cercle                      | 1-1   | Kis 0-1, Buysens 1-1                                                     | 23            | |
| 24       | 28/1/17  | Cercle                      | KSV Roeselare               | 2-2   | Kehli 0-1, Mboyo 1-1, Yagan 2-1 (pen), Jakolis 2-2                       | 24            | |
| 25       | 3/2/27   | Lommel United               | Cercle                      | 0-1   | Mboyo 0-1                                                                | 27            | |
| 26       | 10/2/17  | Cercle                      | Royale Union Saint-Gilloise | 0-1   | Perdichizzi 0-1                                                          | 27            | |
| 27       | 18/2/17  | Cercle                      | Oud Heverlee Leuven         | 1-0   | Mboyo 1-0                                                                | 30            | |
| 28       | 26/2/17  | AFC Tubize                  | Cercle                      | 1-3   | Diarra 0-1, Diallo 2-2, Mboyo 1-2, Naudts 1-3                            | 33            | Cercle eindigt de reguliere competitie op een zesde plaats op acht ploegen. Het speelt samen met AFC Tubize, Oud Heverlee Leuven en Lommel United Play-off III. |

#### Play-off III
De vier ploegen uit play-off II ontmoeten elkaar elk twee keer. Wie na zes wedstrijden laatste staat in de stand degradeert naar de eerste klasse amateurs.
| speeldag | datum   | thuisploeg          | bezoekers           | score | doelpunten                                                     | punten Cercle | opmerkingen                                                           |
| -------- | ------- | ------------------- | ------------------- | ----- | -------------------------------------------------------------- | ------------- | --------------------------------------------------------------------- |
| 1        | 26/3/17 | Cercle              | Lommel United       | 0-5   | Scheelen 0-1, 0-2, Bertjens 0-3, Platje 0-4, Gaethofs 0-5      | 0             |                                                                       |
| 2        | 31/3/17 | AFC Tubize          | Cercle              | 2-2   | Mamadou Diallo 1-0 (pen), Mboyo 1-1, Nirisarike 2-1, Yagan 2-2 | 1             |                                                                       |
| 3        | 7/4/17  | Oud Heverlee Leuven | Cercle              | 1-0   | Casagolda 1-0                                                  | 1             |                                                                       |
| 4        | 14/4/17 | Cercle              | Oud Heverlee Leuven | 0-0   |                                                                | 2             |                                                                       |
| 5        | 21/4/17 | Lommel United       | Cercle              | 0-1   | Yagan 0-1                                                      | 5             | Na deze overwinning is Cercle zeker van het behoud in Eerste Klasse B |
| 6        | 28/4/17 | Cercle              | AFC Tubize          | 1-1   | Arne Naudts 1-0, Dudouit 1-1                                   | 6             |                                                                       |

### Crocky Cup
| ronde        | datum   | thuisploeg             | bezoekers     | score | doelpunten                                                            | opmerkingen                     |
| ------------ | ------- | ---------------------- | ------------- | ----- | --------------------------------------------------------------------- | ------------------------------- |
| vijfde ronde | 26/8/16 | KFCO Beerschot Wilrijk | Cercle Brugge | 1-2   | Kis 0-1, Losada 1-1, Yagan 1-2                                        |                                 |
| 16de finales | 21/9/16 | KSC Lokeren            | Cercle Brugge | 3-2   | Steve De Ridder 1-0, 2-0, Bourdin 2-1, Kis 2-2, De Schryver 3-2 (own) | Cercle Brugge is uitgeschakeld. |